# Frigo et la Baleine
Pour plus de détails, voir Fiche technique et Distribution.
Frigo et la Baleine (The Love Nest) est un film muet américain écrit et réalisé par Buster Keaton et Edward F. Cline sorti en 1923.

## Synopsis
Pour échapper au chagrin d'une rupture amoureuse, Buster (Frigo) part sur son frêle esquif baptisé « Cupid » (« Cupidon ») affronter les océans mais il échoue vite à bord d'un baleinier - le « Love Nest » - et son Capitaine d'une cruauté sans pareil. Lorsqu'un second lui renverse quelques gouttes de thé sur la main, il n'hésite pas à l'envoyer par-dessus bord devant les yeux de Buster qui doit prendre sa place...

## Fiche technique
- Titre : Frigo et la Baleine ou Le Nid d'amour
- Titre original : The Love Nest
- Réalisation : Buster Keaton et Edward F. Cline
- Scénario : Buster Keaton
- Assistant réalisateur : Alfred L. Werker (non crédité)
- Photographie : Elgin Lessley
- Direction technique : Fred Gabourie
- Producteur : Joseph M. Schenck
- Société de production : Buster Keaton Comedies
- Société de distribution : First National
- Pays de production :  États-Unis
- Langue : film muet  avec les intertitres en anglais
- Format : Noir et blanc — 35 mm — 1,37:1 — Muet
- Genre : Comédie
- Durée : deux bobines
- Date de sortie : 
  - États-Unis : mars 1923

## Distribution
- Buster Keaton : le jeune homme (Frigo pour la version française)
- Virginia Fox : la fille
- Joe Roberts : le Capitaine du baleinier